# Kalcijum hidroksid
Kalcijum hidroksid (gašeni kreč) je neorgansko jedinjenje sa hemijskom formulom 2. On ima bezbojne kristale i beli prah. Dobija se mešanjem kalcijum oksida (kreča) sa sa vodom. On ima više imena, među kojima su hidratisani kreč, građevinski kreč, i gašeni kreč. On ima nisku toksičnost, te nalazi mnogobrojne primene.

## Osobine
Kad se zagreje do 512 °, parcijalni pritisak vode u ravnoteži sa kalcijum hidroksidom dostiže 101 kPa, čime se razlaže kalcijum hidroksid u kalcijum okside i vodu.
Suspenzija finih čestica kalcijum hidroksida u vodi se naziva krečno mleko. Rastvor (krečna voda) je baza srednje jačine koja reaguje sa kiselinama i napada mnoge metale. Krečna voda dobija mlečni izgled u prisustvu ugljen-dioksida usled formiranja kalcijum karbonata:
Kalcijum hidroksid se kristalizuje u istom motivu kao i kadmijum jodid. Slojevi su međusobno povezani vodoničnim vezama.

## Priprema
Kalcijum hidroksid se industrijski proizvodi tretiranjem kreča vodom:
U laboratoriji se može pripremiti mešanjem vodenih rastvora kalcijum hlorida i natrijum hidroksida. Mineralni oblik (portlandit) je relativno redak, ali se može naći u nekim vulkanskim i metamorfnim stenama.

## Upotreba
Jedna značajna primena kalcijum hidroksida je u flokulaciji vode za piće i u tretmanu otpadnih voda. On formira paperjasti naelektrisani čvrsti materijal koji pomaže u otklanjanju manjih čestica iz vode. U vodi za piće on podiže pH vode tako cevi manje korodiraju .
U industriji papira se koristi za proizvodnu natrijum hidroksida. Ova konverzija je komponenta Kraftovog procesa.